# ایبان مایو
ایبان مایو (اسپانیایی: Iban Mayo‎؛ زادهٔ ۱۹ اوت ۱۹۷۷) دوچرخه‌سوار اهل اسپانیا است. از افتخارات وی میتوان به قرار گرفتن در جایگاه اول در مرحله هشتم تور دو فرانس ۲۰۰۳ و جایگاه اول در مرحله نوزدهم جیرو دیتالیا ۲۰۰۷ اشاره کرد.